# Euploea dameli
Euploea dameli är en fjärilsart som beskrevs av Moore 1883. Euploea dameli ingår i släktet Euploea och familjen praktfjärilar. Inga underarter finns listade i Catalogue of Life.